# Esqui aquático nos Jogos Sul-Americanos de 2018
As competições de esqui aquático nos Jogos Sul-Americanos de 2018 ocorreram entre os dias 31 de maio e 2 de junho em um total de 10 eventos. As competições aconteceram na Represa La Angostura, localizada em Cochabamba, Bolívia.

## Calendário
| P | Preliminares | R | Repescagem | F | Final |

| Prova↓/Data →       | Qui 31 | Qui 31 | Sex 1 | Sex 1 | Sáb 2 | Sáb 2 |
| Prova↓/Data →       | M      | T      | M     | T     | M     | T     |
| ------------------- | ------ | ------ | ----- | ----- | ----- | ----- |
| Rampa masculino     |        | P      |       | F     |       |       |
| Rampa feminino      |        | P      |       | F     |       |       |
| Slalom masculino    | P      |        | F     |       |       |       |
| Slalom feminino     | P      |        | F     |       |       |       |
| Truques masculino   | P      |        | F     |       |       |       |
| Truques feminino    | P      |        | F     |       |       |       |
| Geral masculino     |        |        |       |       | F     |       |
| Geral feminino      |        |        |       |       | F     |       |
| Wakeboard masculino |        |        |       | P     | R     | F     |
| Wakeboard feminino  |        |        | P     |       | R     | F     |

## Medalhistas
Masculino
| Evento             | Ouro                         | Prata                         | Bronze                         |
| ------------------ | ---------------------------- | ----------------------------- | ------------------------------ |
| Rampa detalhes     | Rodrigo Miranda CHI Chile    | Felipe Miranda CHI Chile      | Rafael de Osma PER Peru        |
| Slalom detalhes    | Santiago Correa COL Colômbia | Diego Chicharro CHI Chile     | Martín Malarczuk ARG Argentina |
| Truques detalhes   | Felipe Miranda CHI Chile     | Ignacio Giorgis ARG Argentina | Tobias Giorgis ARG Argentina   |
| Geral detalhes     | Felipe Miranda CHI Chile     | Rodrigo Miranda CHI Chile     | Roberto Linares COL Colômbia   |
| Wakeboard detalhes | Ulf Ditsch ARG Argentina     | Jorge Rocha COL Colômbia      | Kai Ditsch ARG Argentina       |

Feminino
| Evento             | Ouro                             | Prata                                 | Bronze                              |
| ------------------ | -------------------------------- | ------------------------------------- | ----------------------------------- |
| Rampa detalhes     | Valentina González CHI Chile     | María Alejandra de Osma PER Peru      | Andrea Tejada PER Peru              |
| Slalom detalhes    | María Alejandra de Osma PER Peru | Valentina González CHI Chile          | Paloma Camil Giordano ARG Argentina |
| Truques detalhes   | Daniela Verswyvel COL Colômbia   | María Alejandra de Osma PER Peru      | Violeta Mociulsky ARG Argentina     |
| Geral detalhes     | Valentina González CHI Chile     | Daniela Verswyvel COL Colômbia        | Terhi Gisler ARG Argentina          |
| Wakeboard detalhes | Eugenia De Armas ARG Argentina   | María Victoria De Armas ARG Argentina | María José Vélez COL Colômbia       |

## Quadro de medalhas
| Ordem | País          | Medalha de ouro | Medalha de prata | Medalha de bronze | Total | Ordem por total |
| ----- | ------------- | --------------- | ---------------- | ----------------- | ----- | --------------- |
| 1     | CHI Chile     | 5               | 4                |                   | 9     | 2               |
| 2     | ARG Argentina | 2               | 2                | 6                 | 10    | 1               |
| 3     | COL Colômbia  | 2               | 2                | 2                 | 6     | 3               |
| 4     | PER Peru      | 1               | 2                | 2                 | 5     | 4               |
| TOTAL | TOTAL         | 10              | 10               | 10                | 30    | —               |